# Alfred Noyer-Weidner
Alfred Noyer-Weidner (* 31. August 1921 in Schönwald (Bayern); † 26. Dezember 2001 in Seefeld-Hechendorf) war ein deutscher Romanist, Italianist und Literaturwissenschaftler.

## Leben und Werk
Noyer-Weidner studierte ab 1946 in München Romanistik bei Gerhard Rohlfs und Hans Rheinfelder sowie Latinistik bei Friedrich Klingner. Er promovierte 1950 bei Rohlfs sprachwissenschaftlich über Die onomatopoetische und lautsymbolische Bedeutung des Vokales "i" in den romanischen Sprachen und habilitierte sich 1955 mit einer zum Standardwerk gewordenen literaturwissenschaftlichen Arbeit über Die Aufklärung in Oberitalien (München 1957). Er wurde 1959 ordentlicher Professor für Romanische Philologie in Saarbrücken, 1962 in Wien und 1964 (als Nachfolger von Hans Rheinfelder) in München. 1972 wechselte er auf den neu geschaffenen Lehrstuhl für Italienische Philologie (und gründete das erste deutsche Institut für Italienische Philologie). 1986 wurde er emeritiert. 1991 gründete er den Deutschen Italianistenverband, dessen Ehrenvorsitzender er 1993 wurde. Noyer-Weidner gehörte seit 1970 der Bayerischen Akademie der Wissenschaften an und war von 1971 bis 1987 literaturwissenschaftlicher Herausgeber der Zeitschrift für französische Sprache und Literatur. Er war korrespondierendes Mitglied der Accademia Patavina di Scienze, Lettere ed Arti in Padua. Die Herausgeber Klaus W. Hempfer und Gerhard Regn widmeten ihm die Festschrift Interpretation. Das Paradigma der europäischen Renaissance-Literatur, Wiesbaden 1983, den Kolloquiumsband Der petrarkistische Diskurs, Stuttgart 1993, und den Gedenkband Petrarca-Lektüren, Stuttgart 2003.

## Schriften (Auswahl)
- Umgang mit Texten. 2 Bände. Stuttgart 1986 (Auswahl seiner Schriften).
- als Hrsg. mit Eberhard Leube: Apollinaire. 1980.